# 도쿄 헬리포트

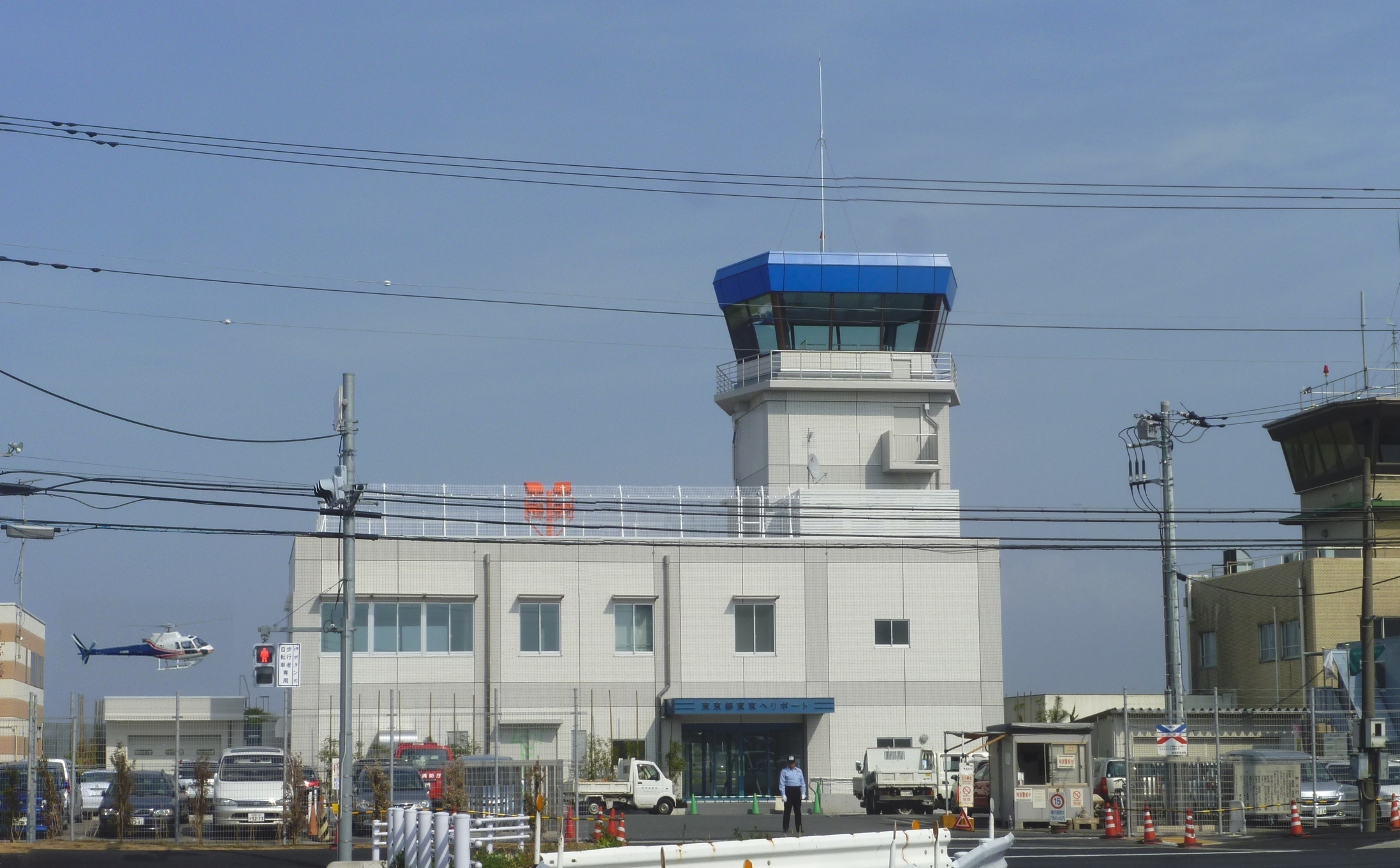
도쿄 헬리포트 전경.

도쿄 헬리포트(일본어: 東京へリポート, 영어: Tokyo Heliport, IATA: 없음, ICAO: RJTI)는 일본 도쿄도 고토구에 위치한 헬리포트이다. IATA 공항 코드 없이 ICAO 공항 코드만 RJTI로 등록되어 있는 상태이며, 운영 주체는 도쿄도청에서 운영 및 관리 등을 중점으로 전담하고 있다.